# Pitiriasis alba
La pitiriasis alba es una condición muy frecuente de la piel que ocurre principalmente en la infancia y usualmente presenta sequedad, escamas y palidez dispuesta en forma de parches en la zona de la cara. Generalmente se presenta como un cuadro autolimitado y sólo se requiere de cremas hidratantes. El nombre proviene por las finas escamas que aparecen al inicio (pitiriasis) y la palidez en forma de parche que se desarrolla (los parches no son totalmente despigmentados, pese a ello, igual se le denomina como alba).

## Causas
A pesar de que se ha estudiado desde el siglo XIX, la etiología de la pitiriasis alba no está bien establecida y a la condición se le han adjudicado diversas denominaciones, como erythema streptogenes, pitiriasis streptogenes, e impétigo furfuráceo, usualmente relacionadas con los agentes etiológicos propuestos. Sin embargo, no se ha identificado una asociación causal definitiva. Siete microorganismos como Pityrosporum, Streptococcus, Aspergillus y  Staphylococcus, se han implicado en su etiología pero ninguno de ellos se ha confirmado como agente causal.3,7
Varios factores, además de los infecciosos, se han asociado con la etiología de la pitiriasis alba, como la exposición solar, la humedad relativa del aire, la altitud y el viento.7 El uso de jabones abrasivos, duchas excesivamente largas y la temperatura caliente del agua durante el baño también se han relacionado con la xerosis que se aprecia en esta entidad. 7
En cuanto a la exposición solar, se plantea que la radiación ultravioleta induce una irritación excesiva de la piel que conlleva a una reacción inflamatoria y que además la acción directa de la luz solar sobre los melanocitos modifica su número y su función conduciendo a una disminución de la intensidad del color de las lesiones en la pitiriasis alba. Esto además se apoya en el hecho de presencia de lesiones en áreas fotoexpuestas y en niños en edades en las cuales hay mayor número de actividades al aire libre.3 Se ha observado que el uso de protector solar frecuente FPS > 15 reduce  el desarrollo de pitiriasis alba.3,7
La condición dermatológica que se asocia principalmente con la pitiriasis alba es la  dermatitis atópica y la presencia de deficiencias nutricionales así como la xerosis es común a ambas, por lo que se ha implicado en la patogénesis de la misma. Las deficiencias nutricionales involucradas son de vitaminas y bajos niveles de cobre( el cobre es un cofactor para la tirosinasa, enzima necesaria para la producción de melanina, por lo que su deficiencia puede jugar papel patogénico en esta entidad). 8
La etiología de estas lesiones hipopigmentadas permanece desconocida, y en vista de no identificarse una causa, un patrón histológico específico y como veremos, un tratamiento efectivo, la pitiriasis alba sigue siendo un enigma.

## Síntomas y signos
Frecuentemente se inicia como placas rosadas con un borde elevado que luego de varias semanas se desvanece dejando una mancha pálida cubierta por una descamación blanquecina polvorienta.1,3 Posteriormente progresa a máculas hipopigmentadas de bordes difusos, de tamaño variable entre 0.5 a 5 cm de diámetro. Aunque puede haber ligero prurito en general las lesiones son asintomáticas, por lo que generalmente el paciente no consulta por ellos y se observan incidentalmente en el examen físico.3,7 Aunque en el caso de los niños, puede ser motivo de preocupación común en las madres, ya que la mayoría de las lesiones se localizan en la cara, principalmente en la frente y la zona malar, pero también pueden encontrarse en las extremidades superiores y ocasionalmente en las inferiores.
Las lesiones pueden persistir por 1 mes a 10 años, pero este curso puede prolongarse en los pacientes atópicos; en general es una condición auto limitada. Por otro lado, las lesiones pueden ser más visibles en el verano, cuando la piel circundante está bronceada. Luego de la resolución las lesiones pueden reaparecer en la misma localización.
Hipopigmentación post-inflamatoria
Psoriasis
Tiña versicolor
Tiña fasciei
Nevus depigmentosos: se presenta antes de los 3 años de edad en el 92.5% de los casos, tiene bordes bien definidos. En la histología no hay cambio en el número de melanocitos.9
Vitiligo: máculas acrómicas bien definidas que se localizan preferentemente en zona periorbitaria y perioral y además afecta extremidades y puede afectar mucosas. Con la lámpara de Wood puede observarse la ausencia completa de melanina. 10
Nevus anémico: es una anomalía congénita, que se encuentra en niños y que se observa como parches bien definidos de piel pálida que al frotarlos se hacen eritematosos. Histológicamente la piel es normal.11
Mánchas en hoja de trébol hipopigmentadas de la esclerosis tuberosa: se aprecian desde el nacimiento en tronco y extremidades.12
Otros: micosis fungoides hipopigmentada, lepra, eczema numular, hipopigmentación por uso de esteroides, ácido retinoico o peróxido de benzoilo.

## Tratamiento
Se recomienda limitar la exposición solar, uso regular de protector solar FPS > 30 y reducir la frecuencia y la temperatura de los baños.
Los emolientes y cremas hidratantes ayudan a disminuir la xerosis y la irritación. 1,3
En  casos en etapa inflamatoria la desonida o la hidrocortisona tópica al 1% pueden ayudar a la resolución de las lesiones. En los niños solo deben prescribirse esteroides de baja potencia no halogenados.
La forma extensa de PA no responde a los esteroides tópicos pero si lo hace a terapia con PUVA.
Recientemente se publicó la efectividad de tacrolimus al 0.1% en el tratamiento de esta entidad. El tacrolimus es un macrólido que bloquea la función catalítica de la calcineurina, inhibiendo la síntesis y la liberación de IL-2. La eficacia y la seguridad de tacrolimus en ungüento en el tratamiento de la dermatitis atópica está bien documentada. Sin embargo, el mecanismo de acción en la pitiriasis alba no es bien entendido

## Pronóstico
La palidez en parches puede durar desde 1 mes hasta 10 años, por otro lado, en la cara comúnmente duran por lo menos un año.
A la luz de los hallazgos actuales se puede decir que la etiología y la patogenia de la entidad ameritan mayor investigación. La pitiriasis alba parece relacionarse con la exposición solar intensa y sin protección, hábitos higiénicos inadecuados y principalmente con la dermatitis atópica. En general, el control y la prevención de estos factores es fundamental, sin duda, para el manejo satisfactorio de la enfermedad.
Algunos autores plantean que estos pacientes deben abordarse de forma similar a la dermatitis atópica y que deben ser vistos como pacientes atópicos.3
Por supuesto, un conocimiento más profundo sobre los factores etiopatogénicos conllevará al desarrollo de terapias más eficaces que conducirán a una resolución más rápida de las lesiones y sobre todo, permitirá al médico ofrecer mayor información a los padres y a los niños con respecto al carácter benigno de la pitiriasis alba.